# اختر محمد منصور
اختر محمد منصور، معروف به ملا اختر منصور (۱۳۴۷ میوند، ولایت قندهار - ۱ جوزا ۱۳۹۵ پاکستان)، پس از مرگ محمد عمر رهبر جدید طالبان بود. پیش از این وی به عنوان معاون ملا محمد عمر فعالیت داشت. ملا اختر محمد منصور در حاکمیت رژیم طالبان بر افغانستان، سرپرست وزارت هوانوردی ملی بود، اما در چند سال اخیر، رهبری امور نظامی طالبان را برعهده داشت. انتخاب محمد منصور پس از جلسه فرماندهان ارشد طالبان و بعد از اعلام رسمی مرگ ملاعمر صورت گرفته‌ است.
در اعلامیه‌ای که طالبان یک روز پس از تأیید مرگ ملا عمر منتشر کرد آمده‌ است که علما و مشایخ و بزرگان امارت اسلامی با ملا اختر محمد منصور به عنوان امیرالمؤمنین بیعت کردند.

## ترور
رهبر گروه طالبان تحت تعقیب بود بعد از اینکه از خاک ایران خارج شد در بلوچستان پاکستان و در حالی که بر یک خودرو سوار بود هدف حمله هوایی آمریکا قرار گرفت و همراه با سایر سرنشینان ترور شد. این حمله توسط پهپاد آمریکایی انجام شد.

## جانشین
در پی کشته شدن اختر محمد منصور، سخنگوی طالبان، در بیانیه‌ای هبت‌الله آخندزاده را رهبر جدید و از سراج‌الدین حقانی و ملا محمد یعقوب به‌ عنوان معاونان او نام برد.

## یادداشت
1. ↑  ۱۹۶۸
2. ↑  ۲۱ مه ۲۰۱۶